# 시모우라역
시모우라역(일본어: 下浦駅)은 일본 도쿠시마현 묘자이군 이시이정에 위치한 시코쿠 여객철도 도쿠시마 선의 철도역이다. 역 번호는 B06이며, 단선 승강장 1면 1선의 구조를 갖춘 지상역이다.

## 역 주변
- 국도 제192호선

## 역사
- 1934년 9월 20일 : 가솔린 차 전용의 정거장으로서 개업.
- 1941년 8월 10일 : 휴업.
- 1957년 11월 1일 : 영업 재개.
- 1969년 10월 19일 : 이 역에서 열차 충돌 탈선 사고가 발생. 보조 기관사 1명이 사망하다.
- 1987년 4월 1일 : 일본국유철도 분할 민영화에 의해, 시코쿠 여객철도가 승계.

## 인접 역
| 시코쿠 여객철도       | 시코쿠 여객철도 | 시코쿠 여객철도             |
| --------------------- | --------------- | --------------------------- |
| B 05 이시이 사코 방면 | 도쿠시마 선     | 우시노시마 B 07 쓰쿠다 방면 |